# Saison 2 des Nouvelles Aventures de Sabrina
Chronologie
Saison 1
Cet article présente le guide des épisodes de la deuxième saison de la série télévisée américaine Les Nouvelles Aventures de Sabrina.

## Diffusion
La série est diffusée sur le service de streaming Netflix. Cette seconde saison est composée de seize épisodes :
- La première partie, composée de huit épisodes, a été mise en ligne le 24 janvier 2020.
- La seconde partie, elle aussi composée de huit épisodes, a été mise en ligne le 31 décembre 2020.

## Distribution

### Acteurs principaux
- Kiernan Shipka (VF : Camille Donda) : Sabrina Spellman
- Ross Lynch (VF : Hervé Grull) : Harvey Kinkle
- Lucy Davis (VF : Daria Levannier) : Hilda Spellman
- Chance Perdomo (VF : Alexandre Nguyen) : Ambrose Spellman
- Michelle Gomez (VF : Juliette Degenne) : Mary Wardwell / Madam Satan / Lilith
- Jaz Sinclair (VF : Ludivine Maffren) : Rosalind « Roz » Walker
- Lachlan Watson (VF : Alice Orsat) : Susie / Theo Putnam
- Gavin Leatherwood (VF : Eilias Changuel) : Nicholas « Nick » Scratch
- Tati Gabrielle (VF : Jessica Monceau) : Prudence Blackwood
- Adeline Rudolph (VF : Maïa Liaudois) : Agatha
- Richard Coyle (VF : Xavier Fagnon) : père Faustus Blackwood
- Miranda Otto (VF : Rafaèle Moutier) : Zelda Spellman

### Acteurs récurrents
- Abigail Cowen (VF : Philippa Roche) : Dorcas
- Chris Rosamund (VF : Michael Aragones) : M. Kinkle
- Alessandro Juliani (VF : Christophe Desmottes) : Dr Cerberus
- Ty Wood (VF : François Santucci) : Billy Marlin
- Peter Bundic (VF : Françoua Garrigues) : Carl Tapper
- Jedidiah Goodacre (VF : Yann Peira) : Dorian Gray
- Tyler Cotton (VF : Françoua Garrigues) : Melvin
- Emily Haine (VF : Valérie Bescht) : Elspeth
- Nelson Leis : Belzébuth
- John Murphy : Asmodée
- Donald Sales : Purson
- Luke Cook : Satan / Lucifer Morningstar
- Sam Corlett : le Prince Caliban
- Skye Marshall (VF : Emmanuelle Rivière) : Mambo Marie
- Jonathan Whitesell : Robin Goodfellow
- Will Swenson : Pan
- Vanessa Rubio : Nagaina
- Lucie Guest : Circé

## Synopsis

### Partie 3
Sabrina décide de se rendre en enfer, avec l'aide de ses amis et de Prudence, pour libérer Nick...

## Épisodes

### Partie 3

#### Épisode 1:Chapitre vingt-et-un: Un cœur aux Enfers
- : 24 janvier 2020 sur Netflix

Un mois a passé depuis la fuite de Père Blackwood et le sacrifice de Nicholas. Sabrina cherche une porte vers les Enfers, celle des mines étant condamnée, et Mlle Wardwell, libérée de Madame Satan, suggère une fenêtre. Avec Harvey, Rosalind et Theo, ils trouvent un arrangement avec Dorian Gray pour utiliser un des tableaux sombres pour entrer dans les Enfers. Un jeune homme les accueille et les envoie sur la Route de Sang, qu'ils parcourent pour trouver la Fleur du Mal pour Gray, mais aussi des apparitions à l'image des morts qu'ils ont causés.
À la Nouvelle-Orléans, Prudence et Ambrose pensent avoir retrouvé Faustus Blackwood mais c'est un de ses fidèles qui a pris son apparence. Dépités et impuissants, ils décident d'utiliser la magie vaudou de Marie LaFleur pour le retrouver et par le lien de sang qui unit Prudence et Blackwood, ils le localisent au Loch Ness.
Hilda et Zelda décident de rouvrir l'Académie des Arts invisibles, mais elles procèdent à quelques changements et décident désormais de prier Lilith plutôt que Lucifer.

#### Épisode 2:Chapitre vingt-deux: Traîne-moi en Enfer
- : 24 janvier 2020 sur Netflix

#### Épisode 3:Chapitre vingt-trois: Lourde est la couronne
- : 24 janvier 2020 sur Netflix

#### Épisode 4:Chapitre vingt-quatre: La Lune du lièvre
- : 24 janvier 2020 sur Netflix

#### Épisode 5:Chapitre vingt-cinq: Le Diable intérieur
- : 24 janvier 2020 sur Netflix

#### Épisode 6:Chapitre vingt-six: Une bande de sorcières
- : 24 janvier 2020 sur Netflix

#### Épisode 7:Chapitre vingt-sept: Le Baiser de Judas
- : 24 janvier 2020 sur Netflix

#### Épisode 8:Chapitre vingt-huit: Sabrina est une légende
- : 24 janvier 2020 sur Netflix

### Partie 4

#### Épisode 9:Chapitre vingt-neuf: Les Abominations
- : 31 décembre 2020 sur Netflix

#### Épisode 10:Chapitre trente: le Pestiféré
- : 31 décembre 2020 sur Netflix

#### Épisode 11:Chapitre trente-et-un: Les nouvelles sœurs du Destin
- : 31 décembre 2020 sur Netflix

#### Épisode 12:Chapitre trente-deux: Le vœu de Blackwood
- : 31 décembre 2020 sur Netflix

#### Épisode 13:Chapitre trente-trois: Deus ex machina
- : 31 décembre 2020 sur Netflix

#### Épisode 14:Chapitre trente-quatre: Les revenants
- : 31 décembre 2020 sur Netflix

#### Épisode 15:Chapitre trente-cinq: Sabrina Morningstar, l'apprentie-sorcière
- : 31 décembre 2020 sur Netflix

#### Épisode 16:Chapitre trente-six: La fiancée du Néant
- : 31 décembre 2020 sur Netflix